# Diane Charlemagne
Diane Charlemagne (Manchester, 2 februari 1964 – 28 oktober 2015) was een Brits zangeres.

## Biografie
Charlemagne was in de jaren tachtig lid van de groep 52nd Street uit Manchester. Ze kreeg vooral bekendheid als leadzangeres van de dance-act Urban Cookie Collective, dat met het nummer The Key the Secret in 1993 een internationale hit scoorde.
In 1995 was ze te horen op het nummer Inner City Life van het album Timeless van Goldie. Bij concerten van Moby was ze geregeld te horen en te zien als zangeres. Later werkte ze onder andere samen met The Rhythm Masters, High Contrast, D:Ream, Satoshi Tomiie, K-Klass en de Belgische dj Netsky.
Diane Charlemagne overleed in 2015 op 51-jarige leeftijd aan kanker.
- Bibliothèque nationale de France: cb14163555h (data)
- Gemeinsame Normdatei: 134953207
- International Standard Name Identifier: 0000 0000 4866 7235
- Library of Congress Control Number: no2005059070
- MusicBrainz: 35508fc3-7da2-4adb-986f-2c6b79117d21
- Virtual International Authority File: 29265672
- WorldCat: E39PBJw4Dfj4rTrYXG3DWwWRrq